# Dragan Čović
Dragan Čović (født 20. august 1956 i Mostar) er en bosnisk-kroatisk politiker og leder af HDZ BiH (Kroatisk Demokratiske Union i Bosnien-Hercegovina). Han har to gange været det kroatiske medlem af Præsidentskabet for Bosnien-Hercegovina, først fra 2002 til 2005 og igen fra 2014 til 2018.

## Uddannelse og karriere
Čović afsluttede en ingeniøruddannelse ved Universitetet Džemal Bijedić i Mostar i 1979. Han opnåede senere en kandidatgrad i 1989 og en ph.d. i 1996. Før sin politiske karriere arbejdede han som leder hos flyproducenten SOKO.

## Politisk karriere
Čović blev medlem af HDZ BiH i 1994 og blev partiets vicepræsident i 1998. Han har været partiets formand siden 2005.
Han var finansminister i Føderationen Bosnien-Hercegovina fra 1998 til 2001 og fungerende premierminister i 2001. I 2002 blev han valgt som det kroatiske medlem af præsidentskabet, men blev fjernet i 2005 af den høje repræsentant Paddy Ashdown efter anklager om magtmisbrug.
Han vendte tilbage til politik i 2011 som medlem af Folkets Hus og blev igen valgt til præsidentskabet i 2014. I 2018 tabte han valget til Željko Komšić.

## Senere år
Siden 2019 har Čović været aktiv som medlem af Folkets Hus og fortsætter med at lede HDZ BiH.